# Epikureismus

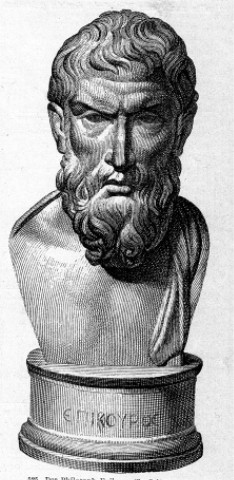
Epikúros

Epikureismus je filozofický směr založený cca v letech 310–306 př. n. l. na základě učení starověkého řeckého filozofa Epikúra (4.–3. st. př. n. l.), materialisty vycházejícího z Démokritova atomismu. Epikúrova matka byla vědma, která ho jako chlapce vodila do domů nemocných, a dala mu tak poznat drastické obrazy lidské bídy, zostřené temnotou pověr vyvěrajících z lidového náboženství. Proto bylo v dospělosti jedním z filozofových hlavních plánů osvobození člověka z tohoto nedobrovolného otroctví.
Epikúros založil v Athénách školu, Zahradu Epikúrovu; proto jsou epikurejci někdy nazýváni „zahradními filozofy“.

## Filozofie
Středem Epikúrovy filozofie je etika. Hlavním úkolem dalších dvou filozofických oborů, o nichž epikurejci pojednávali, tj. kanoniky a fyziky, bylo zdůvodnění etických zásad.

### Kanonika a fyzika
Epikúrova kanonika pojednává o kritériích (kánonech) pravdy. Základem všeho poznání jsou smysly (senzualismus) a ty jsou prakticky vždy spolehlivé. Případná chyba nepramení v nich, ale v našem myšlení, úsudku. Smyslové vnímání je svou bezprostřední zřejmostí i jediným kritériem pravdy.
Ve fyzice sledovali epikurejci praktický cíl: poznání přírody a jejích zákonů má cenu proto, že dovede zbavit člověka hrůzy před nadpřirozenem, zvláště bázně před bohy a před smrtí; tento strach nejvíce ohrožuje klid a blaženost lidí. Epikúros navazoval na Démokritův atomismus a tvrdil, že existují jen dvě jsoucna, z nichž lze odvodit vznik všeho, co je a co se děje: atomy a prázdný, nekonečný prostor. I lidská duše je hmotná a skládá se z jemných atomů. Je nerozlučně spjata s tělem a v okamžiku smrti se její atomy rozptylují do nekonečného prostoru; posmrtný život neexistuje.
Existenci nesmrtelných bohů epikureismus uznává, a to na základě souhlasu všech národů v této otázce. Jsou to bytosti, jejichž těla jsou složena z nejjemnějších světelných atomů. Žijí blaženě v ničím nerušeném klidu v prázdných prostorách mezi jednotlivými světy. Nijak nezasahují do světového dění a do lidských osudů: ani neodměňují, ani netrestají.
Epikurejská fyzika tedy odstraňuje dvě hlavní překážky lidského blaha:
- strach z bohů;
- strach ze smrti, které se nemusíme obávat, protože smrt je rozkladem duše i těla a veškeré vnímání smrtí končí.[6] Epikúros konstatuje, že „když jsme tu my, není tu smrt, a když je tu smrt, nejsme tu již my.“[7]

### Etika

#### Ideálem je ataraxie
Epikúrova etika ukazuje, v čem záleží lidská blaženost a jak ji lze dosáhnout. Podle této etiky je počátkem i cílem blaženého života slast. Snaha po slasti a vyhýbání se strastem je vlastní všem živým bytostem. Více než chvilkovou pozitivní rozkoš však Epikúros cení rozkoš negativní, bezbolestnost. Ideálem je trvalý stav blaženosti, jehož hlavní podmínkou je vedle tělesného zdraví vyrovnaný stav lidského nitra, úplný duševní klid (ataraxie). 
V Epikúrově dopise Menoikeovi se uvádí: „Proto když říkáme, že slast je konečným cílem, nemíníme tím slasti prostopášníků a ty, které spočívají v požitcích, jak se domnívají někteří lidé, kteří neznají naše učení nebo s ním nesouhlasí nebo si je špatně vykládají, nýbrž stav, kdy člověk necítí bolest v těle a nemá neklid v duši. Neboť život nečiní slastným ani ustavičné pitky a radovánky, ani požitky s hochy a s dívkami, ani požívání ryb a jiných věcí, které nabízí bohatý stůl, nýbrž střízlivý rozumový úsudek, který vyhledává důvody pro každý akt volby nebo odmítnutí a zahání plané domněnky, z nichž se rodí největší zmatek v lidských duších.“

#### Rozumné uspokojování žádostí; „i střídmost má své meze"
Umění radovat se ze života bývá považováno za jeden z význačných rysů epikureismu. Asketismus byl epikurejcům cizí. Neváhali prohlásit, že „počátek a kořen všeho dobra je slast žaludku; i moudrost a vyšší projevy života na ní závisí“. „Nesmíme činiti násilí své přirozenosti, nýbrž poslouchati jí, poslechneme pak jí, ukojíme-li nezbytné žádosti a přirozené žádosti, pokud nejsou škodlivé...“
Rozlišovali mezi rozkošemi přirozenými a nutnými (ukojení hladu a jiné nezbytné potřeby), přirozenými, ale ne nutnými (jako jsou lahůdky) a rozkošemi, které nejsou ani přirozené, ani nutné (jako je záliba v přepychu). Doporučovali vyhnout se nestřídmosti a umělým rozkoším, které nakonec rodí bolest, a spokojit se s přirozenými slastmi, které nevedou k utrpení těla a zmatku v duši.
Epikúros napsal: „Nezávislost na žádostech pokládáme za velké dobro, ne proto, že bychom chtěli mít stále málo, ale proto, abychom se, jestliže nemáme mnoho, dovedli málem spokojit... (...) Jídla s prostou chutí působí stejný pocit slasti jako nákladná hostina, jestliže člověka zbavují veškeré trýzně vzniklé z pocitu nedostatku. Chléb a voda vyvolávají nejvyšší pocit slasti, jestliže je člověk požívá tehdy, když je potřebuje.“ Zároveň však epikurejci upozorňovali, že „i střídmost má své meze; kdo toho nedbá, je na tom podobně jako ten, kdo chybuje nemírností.“

#### Jednotlivec a společnost; chvála přátelství
Na rozdíl od stoiků Epikúros nedoporučoval účast na veřejném životě, neboť život soukromý (prožitý „v skrytu“) poskytuje mnohem větší záruky bezpečí, klidu a nezávislosti. Dle epikurejců „je třeba se vysvoboditi z pout všedních zájmů a veřejného života.“ V tzv. Hlavních myšlenkách se praví: „... nejdokonaleji bezpečnost vzniká z tichého života a stranění se lidu.“  Snaha po klidu a trvalém stavu blaženosti vedla Epikura k názoru, že ani rodina a výchova dětí není žádoucí formou života („mudrc prý se nebude ani ženit, ani plodit děti“). Někdy však sňatek vhodný je, záleží na životních okolnostech.
Epikurejci vysoce oceňovali přátelství. To se sice jako všechny vztahy mezi lidmi zakládá na pohnutkách egoistických, ale je nejdokonalejší formou lidského společenství a nejvíce přispívá k dosažení životní blaženosti. V tzv. Hlavních myšlenkách se k tomu uvádí: „Z toho všeho, čím moudrost hledí zabezpečiti blaženost celého života, je daleko nejdůležitější věcí získání přátelství.“
Epikureismus lze charakterizovat jako filozofii životní radosti a vlídné lidskosti. Proto nacházel mnoho oddaných vyznavačů.

## Epikurejská škola
V roce 310 př. n. l. založil Epikúros filozofickou školu, a to nejprve v Mytiléně, později v Lampsaku. V roce 306 př. n. l. škola přesídlila do Athén, kde pro ni Epikúros zakoupil dům se zahradou; po ní se jeho škola nazývala Zahrada (řec. κῆπος; Kêpos). Podle Seneky byl nad jejím vchodem nápis: „Cizinče, u nás ti bude dobře, u nás je nejvyšším dobrem rozkoš“. Byl to jakýsi spolek přátel žijících podle společných zásad stranou občanského života. Členové se věnovali četbě, rozboru a opisování Epikúrových knih.
Mezi nejvýznamnější členy patřil Metrodóros z Lampsaku, autor početných děl, ve kterých hájil učení svého mistra (zachovaly se jen zlomky). Do spolku měly přístup i ženy. Jednou z nich byla vzdělaná hetéra Leontion, kterou si Metrodóros vzal za souložnici. V době Epikurovy smrti byl Metrodóros již mrtev, a proto se Epikurovým nástupcem ve vedení školy stal Hermarchos z Mytilény, jenž ve svých pracích polemizoval s učením Pythagora, Platóna, Aristotela a Empedokla.
Po Hermarchovi se v čele školy vystřídalo několik myslitelů. Velkého rozkvětu a vysokého počtu žáků dosáhla škola za řízení Apollodóra v 2. polovině 2. století před n. l. Epikureismus se šířil po celé středozemní oblasti a záhy se ujal v Antiochii a v Alexandrii.
Na počátku 1. století před n. l. stál v čele školy Zenón ze Sidonu. Jeho žákem byl Filodémos z Gadar, který později přesídlil do Říma. Asi v r. 80 př. n. l. založil v Neapoli epikurejskou školu, jež měla v římském duchovním životě značný význam a kterou později navštěvovali např. Vergilius a Horatius.  Cicero v polovině 1. století př. n. l. napsal, že horliví stoupenci epikureismu „napsali mnoho knih a rozšířili své učení po celé Itálii“.
Latinské spisy psali v 1. století př. n. l. např. epikurejci Gaius Amafinius a Rabirius. Nejvýznamnějším římským epikurejcem byl Lucretius, který vyložil Epikúrovu nauku v didaktické básni O přírodě.
Na sklonku římské republiky a v prvé době císařské byl epikureismus životním krédem četných vzdělanců. Nacházel vřelé přijetí zejména u těch společenských kruhů, které dávaly přednost životu v soukromí a neměly zájem na boji o politickou moc. Ale měl zastánce i u některých politicky vlivných osob, kladný postoj k epikureismu choval snad i Julius Caesar. Seneca souhlasně citoval mnohé epikurejské mravní poučky.
Až do roku 200 n. l. byl epikureismus hlavním soupeřem stoicismu, ale jeho vliv na literaturu a intelektuální myšlení byl o mnoho slabší. Ovlivnil tvorbu řecky píšícího satirika Lúkiana, jak o tom svědčí jeho próza Alexandr neboli Lžiprorok. V druhém století n. l. dal v Oinoandě v Lýkii filozof Díogenés vytesat obrovský filozofický nápis, který obsahoval výklad Epikúrova učení.
Úpadek antického epikureismu je spojen s nástupem novoplatonismu a křesťanství ve 3. století n. l. Postupně zanikl především v důsledku triumfu křesťanské církve, pro kterou bylo zcela nepřijatelné zejména epikurejské učení o bozích a jeho důraz na smrtelnost lidské duše.
K oživení epikureismu dochází v období renesance. Některé myšlenky epikurejců ovlivnily tvorbu Ronsarda, du Bellaye a Michela de Montaigne. Proti pomlouvačným předsudkům a podceňování Epikúra vystoupil v polovině 17. století francouzský matematik, fyzik a filozof Pierre Gassendi. O Epikúrovi a jeho filozofii napsal tři knihy. Velký význam měl zejména spis, jenž vyšel v roce 1649 pod názvem Animadversiones in librum X Diogenis Laertii qui est de vita, moribus et placitis Epicuri [Úvahy o desáté knize Diogena Láertia, která pojednává o životě, mravech a názorech Epikúrových]. Ve spisu je otištěna 10. kniha antických dějin filozofie od Diogena Laertia, která je cele věnována Epikúrovi a obsahuje nejdůležitější údaje o jeho životě a filozofii. K řeckému originálu Gassendi připojil i překlad do latiny a obsáhlý komentář.
Byly to právě Gassendiho knihy o Epikúrově filozofii, z nichž Isaac Newton poznal antické učení o atomech. Z díla Newtonova se pak s atomismem seznámil John Dalton, jehož práce přispěly k prosazení teorie o atomech. Epikurovy etiky se v 19. století dovolával John Stuart Mill, když formuloval svou morálku štěstí (utilitarismus).

## Představitelé
- Titus Lucretius Carus
- Quintus Horatius Flaccus
- Metrodóros z Lampsaku (mladší)
- Zenon Sidónský
- Filodemos z Gadary
- Díogenés z Oinoandy